# Truncatoflabellum irregulare
Truncatoflabellum irregulare is een rifkoralensoort uit de familie van de Flabellidae. De wetenschappelijke naam van de soort is voor het eerst geldig gepubliceerd in 1872 door Semper.